# John Dastin
Pour les articles homonymes, voir Dastin.
John Dastin (c.1293–c.1386) est un alchimiste anglais du  début XIVe siècle. On ne sait rien de sa vie en dehors des textes qui lui sont attribués (un notice biographique, le  De vita, aetate ac scripsis Johannis Dastin, se trouve dans un manuscrit du XVIIe siècle : Ms Oxford, Bold. Libr., Ashmol. 1445, VIII, fol. 53) .
On lui doit un certain nombre de textes  en latin, traités et lettres, dont une au Pape Jean XXII (vers 1320 ?), qui avait condamné en 1317 l'alchimie dans une décrétale, pour des raisons de faux-monnayage (et non comme illicite ou hérétique comme on l'a dit par la suite). 
Dans le Rosarius et dans la lettre à Jean XIII (pape de 1316 à 1334), il se réfère en matière d'alchimie à l'autorité du Secretum secretorum du pseudo-Aristote.
Des recherches récentes ont révélé que John Dastin vécu autour de 1293 à 1386. Il est né dans le village de Greet, dans le comté de Gloucestershire et a été ordonné diacre en 1311. Il a étudié à Oxford et a été nommé vicaire de l'église de Bringhurst, Leicestershire. Au milieu de 1317, il s'est rendu à Avignon pour travailler au service du cardinal Napoléon Orsini († 1342) et a obtenu les avantages d'un chanoine de la collégiale de Southwell. Pendant son séjour dans le Sud de la France a été connu comme «magister Johannes Anglicus." Il a travaillé à la cour de Napoléon Orsini, et il a aidé Giovanni Gaetano Orsini pendant son héritage en Italie (1326-1334). Dastin retourné à Oxford en 1341 et a été nommé vicaire de l'église de Aberford, dans le Yorkshire, associé à Oriel College. Il est mort à une date antérieure à 1386.

## Œuvres

### La lettre à Jean XXII
Il y soutient que la transmutation artificielle avec l'aide de soufre du mercure (vif-argent) en or est équivalente à la transformation naturelle, et que « l'art imite la nature, et, à certains égards la corrige et la surpasse de la même façon que n'est changée la nature infirme par l'industrie des médecins »

### Rosarius
Le Rosarius Philosophorum est aussi appelé par son incipit Desiderabile desiderium (le Désir désiré). Le Rosarius est reproduit dans la Bibliotheca Curiosa Chemica de Jean-Jacques Manget. Il sera aussi attribué à son contemporain Arnaud de Villeneuve (1238-1311 ou 1313), et traduit en français d'abord sous le titre La Vraie Pratique de la noble science d'alchimie, puis attribué à Nicolas Flamel sous le titre Livre des laveures.

### Visio
Il s'agit d'un texte souvent associé dans les manuscrits à la Visio Edwardi. Elle est imprimée pour la première fois   en 1625 sous le titre Visio Ioannis Dastin , et traduite en anglais en  1652 dans le Theatrum Chemicum Britannicum of Elias Ashmole sous le titre Dastin's Dreame (et traduit en français dans Alchimie, Contes et légendes de J. Rebotier et J.M. Agasse, L'Originel, Paris, 1982).

### Manuscrits de John Dastin
- Tractatus Joannis Dastin. Cum gauderent uti breuitate, Cambridge, Trinity College MS. O.8.36.
- Inc. Ep. Johannis Dastine ad papam Johannem xxii transmissa de alkimia et Visio Joh. Dastin, Cambridge, Trinity College MS. O.2.18.  XIVe siècle et XVe siècle
- Tractatus Alchemici. De erroribus J. Dastin, British Library MS. Egerton 845. XVe siècle

### Études sur John Dastin
- Lynn Thorndike A history of magic and experimental science 1934, vol. 3, pp. 85-102
- C.H. Josten The text of John Dastin's 'Letter to Pope John XXII Ambix, 4:1 & 2 (1949), 34-51
- Wilfred Theisen John Dastin's Letter on the Philosophers' StoneAmbix 1986, vol. 33, no2-3, pp. 78-87
- Wilfred Theisen John Dastin : the Alchemist as Co-Creator Ambix 1991, vol. 38, no2, pp. 73-78
- Wilfred Theisen The Letters of John Dastin. Ambix, 55:2 (2008), 153-68 résumé
- Wilfred Theisen John Dastin's alchemical vision Ambix 1999, vol. 46, no2, pp. 65-72 résumé
- John Dastin's Alchemical Dream Kessinger Publishing, 2005
- Pascale Barthélemy et Didier Kahn Les voyages d'une allégorie alchimique : de la Visio Edwardi à l'Œuvre royalle de Charles VI in Comprendre et maîtriser la nature au Moyen Age. Mélanges d'histoire des sciences offerts à Guy Beaujouan, Genève-Paris / 1994
- Antoine Calvet, L'alchimie au Moyen Âge, XIIe-XVe siècles, Vrin, 2018, pp. 158-162.